# Podul din Mes
Podul din Mes (în albaneză Ura e Mesit, „Podul din mijloc”) este un pod din satul Mes, aflat la aproximativ 5 kilometri (3,1 mi) nord-est de orașul Shkodër din nord-vestul Albaniei. Este un monument al culturii Postribë, care s-a transformat într-o atracție turistică cu  o mulțime de vizitatori din întreaga lume. Turiștii străini consideră că arhitectura podului este interesantă ca urmare a prezenței pietrelor cioplite rotunde și a plăcilor de piatră. Panorama din jur oferă podului o priveliște și mai pitorească. Fondul Albanez de Dezvoltare a investit 13 milioane de lekë în consolidarea construcției, astfel încât turiștii să poată călca pe pod și să-l vadă de aproape, dat fiind faptul că nu există nicio cale de acces către pod. 
A fost construit în secolul al XVIII-lea, în jurul anului 1770, de către pașa Kara Mahmud Bushati, conducătorul otoman local, și traversează râul Kir. Construcția podului a avut loc în două faze: în prima fază a fost construit numai arcul median și arcul de lângă ea, iar în a doua fază celelalte 11 arcade. Scopul construirii podului a fost conectarea orașului Shkodër cu localitatea medievală Drisht și cu alte orașe din partea de nord. Are 108 m lungime, 3,4 metri lățime, 12,5 metri înălțime și 13 arcade și este unul dintre cele mai lungi poduri otomane din regiune. A fost construit ca parte a drumului care urcă pe valea râului Kir către Priștina.
Astăzi podul se află în pericol, fiind deteriorat în cursul timpului de inundațiile devastatoare, care au măcinat structura de piatră a arcadelor de pe partea dreaptă, provocând crăpături. 

## Galerie

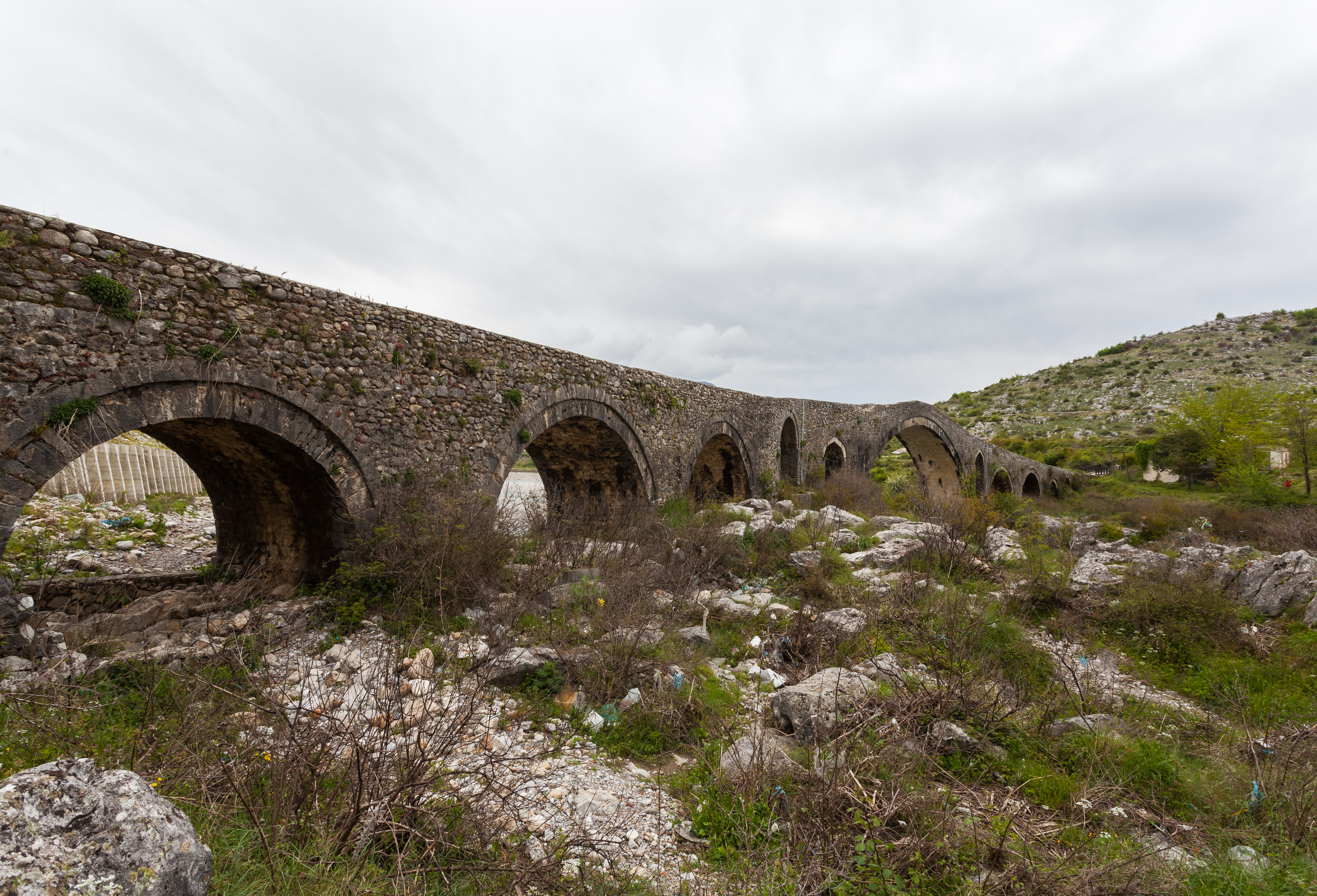
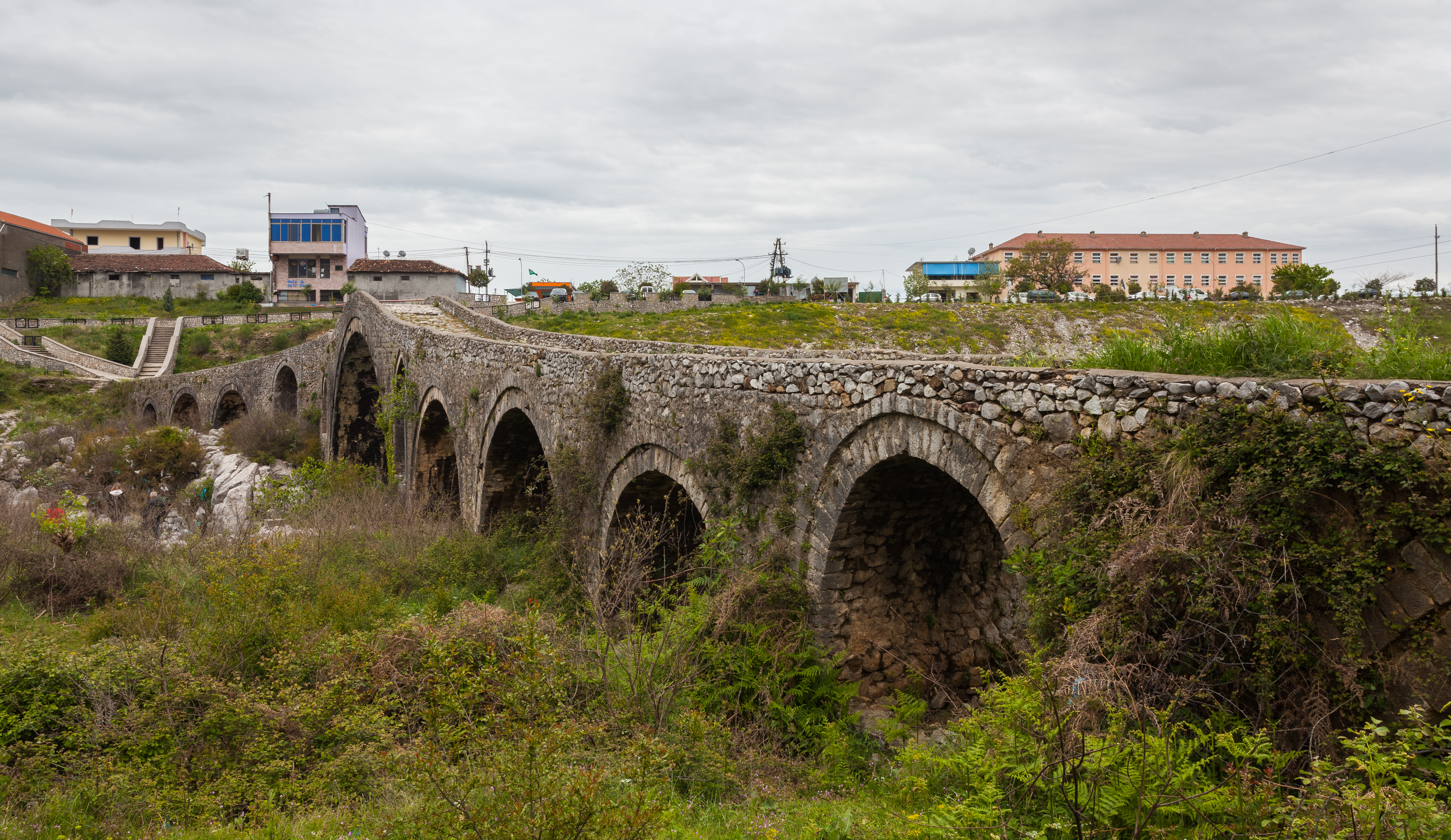
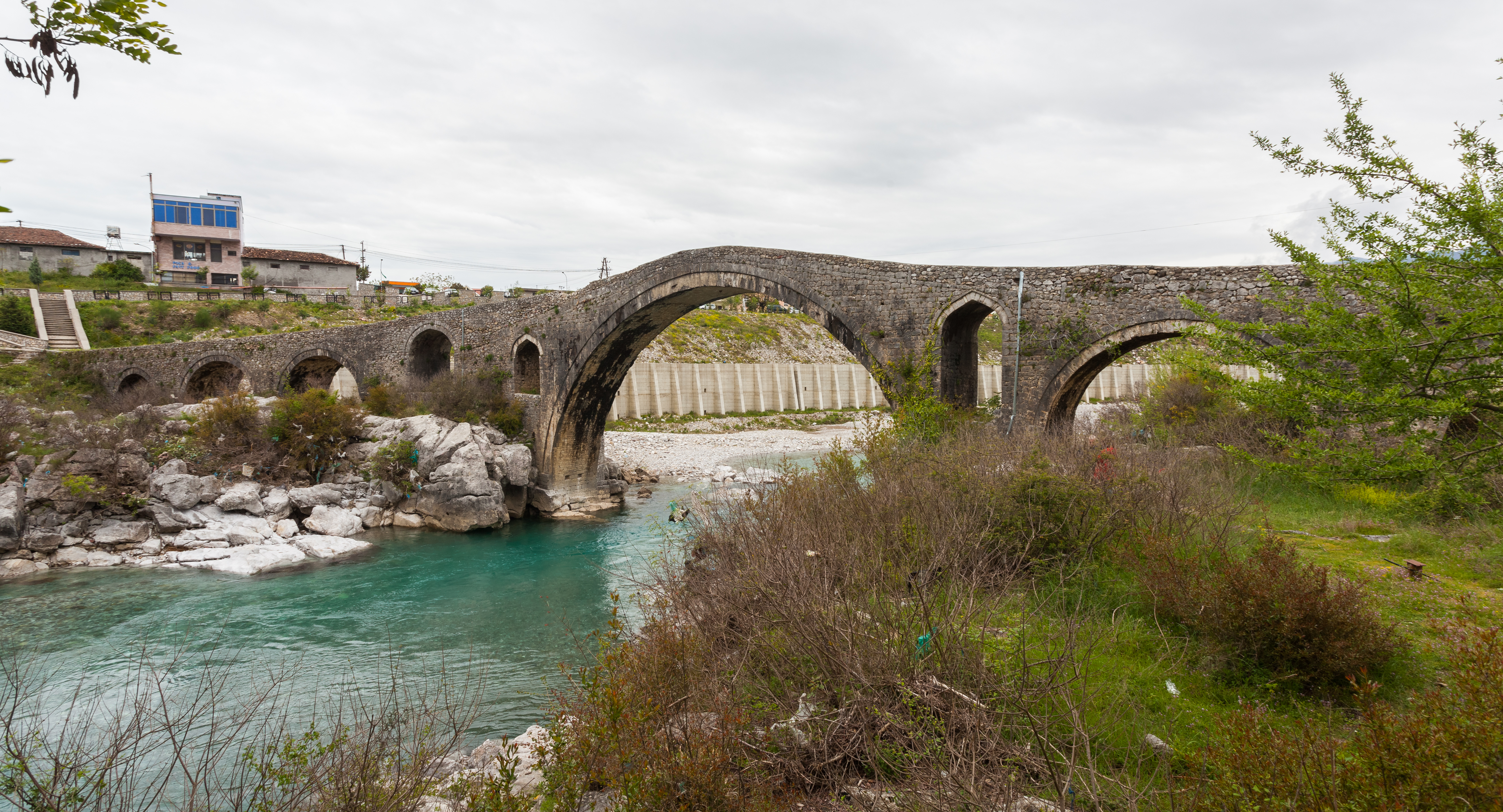
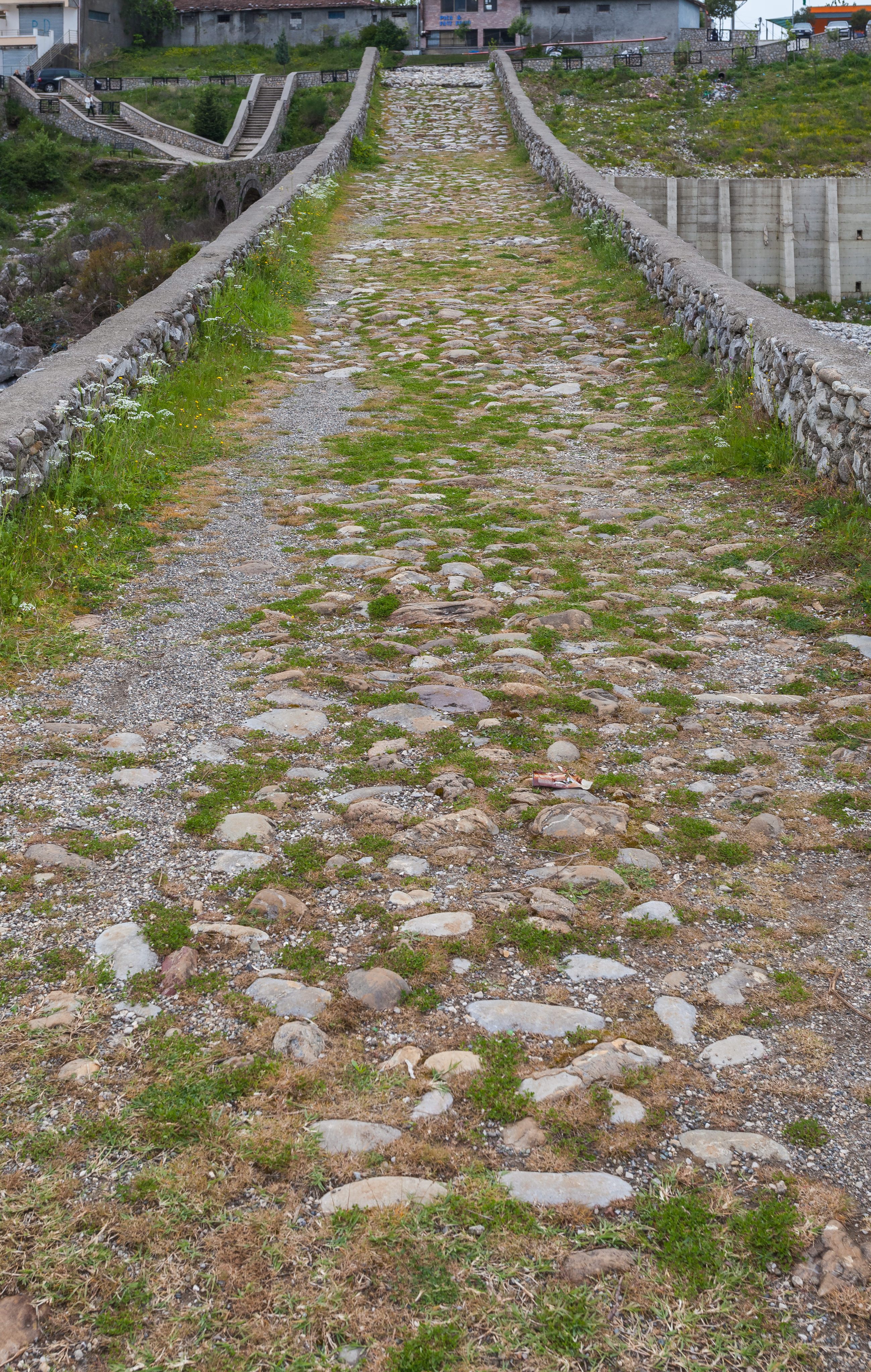
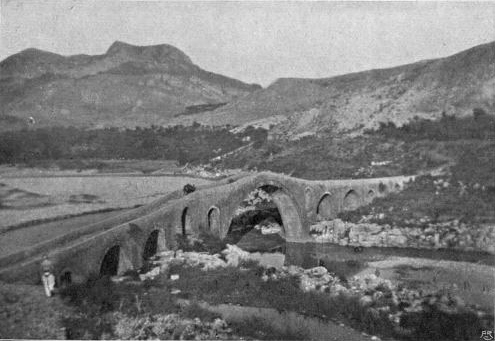
Podul din Mes în 1906

## Legături externe
- ALBANIA-Podul Mes din regiunea Shkodër de pe râul Kir